# Шацкий, Борис Евгеньевич
Борис Евгеньевич Шацкий (1889—1941) — правовед, экономист, журналист, профессор, помощник присяжного поверенного, приват-доцент Петроградского университета, первый специальный эмиссар Временного правительства в Америке, сторонник кадетов.

## Биография
Окончил юридический факультет С.-Петербургского университета. Был оставлен для подготовки к профессорскому званию. Магистрант государственного и международного права. С 1916 года приват-доцент Петербургского университета, читал лекции о конституции США. В 1914 году по рекомендации А. В. Карташёва был принят в Религиозно-философское общество в Петербурге, участвовал в дискуссиях на его заседаниях. В 1914—1916 годах помощник присяжного поверенного. В 1915 году секретарь Общества распространения научных знаний. В 1916 году секретарь общества Английского флага в России. Долгое время жил в Азии. Член Петроградской группы Партии народной свободы.
После Февральской революции (переворота) 1917 года представитель (уполномоченный Министерства иностранных дел) Временного правительства в США, весной 1917 года организовал в Нью-Йорке информационное бюро, выпускавшее бюллетени о политическом положении в России. Выступал за создание еврейского «очага» в Палестине. Член американской Академии политических наук. За 4 дня до большевистского переворота (революции) заявил английскому послу Бьюкенену, что А. Ф. Керенский знает о готовящемся выступлении и держит ситуацию под контролём. После прихода большевиков к власти бежал из России. В 1918 году член совета Союза международных и торговых товариществ.
В 1919—1920 гг. профессор Тифлисского политехнического института. В 1920 эмигрировал, жил во Франции и Германии. В 1921 году принят в Парижскую группу Партии народной свободы, выступал с докладом в Русском народном ун-те в Париже. Член Российского финансово-торгово-промышленного союза. С декабря 1921 выступал с докладами в Берлине. В конце января 1922 года предпринимал попытки по основанию русского университета в Берлине. В 1922 года участвовал в Берлине в дискуссиях на заседаниях Вольфилы, член редакционной комиссии и генеральный секретарь Союза русских юристов в Берлине, комитета русских юристов за границей, входил в Союз русской присяжной адвокатуры в Германии, возглавлял Русскую академическую группу в Германии, участвовал в подготовке Съезда русских юристов. В 1922—1923 гг. сотрудничал в Берлине (Шарлоттенбурге) с издательством Orbis. Действительный член берлинского Дома искусств.
В 1923—1933 гг. преподавал на русском отделении юридического факультета (в Институте русского права и экономики при юридическом факультете) Парижского университета (юридическом колледже при Сорбонне), читал лекции по американскому праву, вёл семинар по публичному праву, который проводился в помещениях Института славянских исследований, Школы высших социальных исследований и др. Член Русской академической группы до её раскола. В 1925—1931 гг. член правления Русского академического союза в Париже, выступал с докладами в этой организации, а также на заседаниях других общественных объединений. В 1925—1927 гг. входил в Русский эмигрантский комитет; член Республиканско-демократического объединения. Сотрудник «Последних новостей», «Еврейской трибуны», «Современных записок», французских и американских журналов. В 1925 году редактировал в Париже (вместе с Б. Э. Нольде) журнал «Право и хозяйство». С 7.5.1925 по 1927 член парижской Республиканско-демократической группы Партии народной свободы. С 1926 член правления (совета профессоров) Франко-русского института социальных, политических и юридических наук; читал курс международного права, преподавал в этом институте по 1934. Член Центральной юридической комиссии в Париже, которая занималась для Лиги Наций выработкой правового положения русских беженцев.
В 1927 году был посвящён в масоны в русской парижской ложе «Юпитер» № 536 Великой ложи Франции, её член вплоть до отъезда из Франции.
С 1928 года член-корреспондент совета Международной дипломатической академии. Участник Международного конгресса колониальной истории в Париже (1931). Публиковал статьи и обзоры по проблемам экономики и финансов. Сотрудничал с Объединением русских адвокатов во Франции, в 1930 — с Казачьим клубом в Париже. С 1934 года жил в Чили. Занимал кафедру в университете Консепсион, издавал и редактировал финансово-экономическое обозрение. В 1937 году организовал в Сантьяго проведение Пушкинских дней.